# Цветаева, Валерия Ивановна
Вале́рия Ива́новна Цвета́ева (9 января 1883, Москва — 17 августа 1966) — историк, педагог, хореограф, мемуаристка. Единокровная сестра Марины Цветаевой.

## Биография
Старшая дочь основателя Музея изящных искусств  (ныне ГМИИ им. А. С. Пушкина) профессора  Ивана Владимировича Цветаева и оперной певицы Варвары Дмитриевны Иловайской. Училась в Екатерининском институте благородных девиц и Московских высших женских курсах В. И. Герье. До революции работала учительницей истории в казённой женской гимназии города Козлова (1907—1908, преподавала также французский язык) и московской  частной женской гимназии Е. Б. Гронковской (1908 — 1918). В 1910-е годы устраивала экскурсии по исторически значимым местам Москвы и Подмосковья. 
В 1912 году в одиночку совершила путешествие на Алтай.
В конце 1910-х годов увлекалась свободным танцем. Училась у Айседоры Дункан и Людмилы Алексеевой в «Студии гармонической гимнастики и танца». В 1920 году организовала собственную студию «Искусство движения», где сама преподавала основы свободного танца.  В 1923 году студия обрела статус государственных курсов. Курсы готовили синтетических артистов, учащиеся изучали, в частности, ритмику, сценическую гимнастику, акробатику, жонглирование, пантомиму. Занятия проходили в помещении ВХУТЕМАСа и клубе Москвошвея. Летом Цветаева вывозила учащихся в Тарусу Калужской области, где они проводили занятия на открытом воздухе, выступали перед горожанами, а также в сельской местности по приглашению трудовых коллективов. Жили в помещении не действующей Воскресенской церкви. Цветаева подобрала сильный преподавательский состав и уделяла внимание духовному развитию учащихся — беседовала об искусстве, теории танца, живописи, сама разрабатывала и помогала отшивать костюмы для выступлений, организовывала встречи с музыкантами и художниками. Курсы пользовались авторитетом в профессиональной среде, многие из учащихся впоследствии стали известными эстрадными и цирковыми артистами.
В 1932 году курсы были ликвидированы. После этого В. И. Цветаева работала тренировщиком в Оперно-драматической студии под руководством К. С. Станиславского. С 1939 года работала режиссёром-постановщиком программ в Мосэстраде, а после войны — педагогом-режиссёром в Студии акробатики при Госцирке.
В 1950—1960-е годы жила в Тарусе, писала книгу воспоминаний об отце и о семье. Скончалась и похоронена в Тарусе. 

## Семья
Муж — Сергей Иасонович Шевлягин (1879—1966)
Брат — Андрей Иванович Цветаев ( 1890 — 1933)
Единокровные сёстры — Марина Ивановна Цветаева (1892 — 1941) Анастасия Ивановна Цветаева (1894 —1993).